# 1. FC Bocholt
Der 1. FC Bocholt (offiziell: 1. Fußballclub Bocholt 1900 e. V.) ist ein Fußballverein aus Bocholt im westlichen Münsterland. Seit der Saison 2022/23 spielt die erste Mannschaft in der Regionalliga West.

## Geschichte

### Gründungsphase
Der Verein wurde am 21. August 1900 unter dem Namen „Bocholter Fußballclub 1900“ gegründet und ein knappes halbes Jahr später in den Rheinisch-Westfälischen Fußballverband aufgenommen. Die elf Gründungsmitglieder wählten August Tangerding zum ersten Vorsitzenden. Sein erstes Wettspiel bestritt der Verein am 25. August 1901. Seit 1904 ist der Klub am Gut Hünting beheimatet, die Platzanlage wurde im Jahr 1920 zu einem der größten Sportgelände am Niederrhein ausgebaut.
1937 schloss sich der Verein mit dem „Ballspielverein 1909 Bocholt“ zusammen und gab sich fortan den Namen „Ballspielverein 1900 Bocholt“. Die erste Mannschaft wurde durch den Zusammenschluss wesentlich gestärkt und konnte 1940 den Aufstieg in die dritthöchste Liga, die Bezirksklasse, feiern. Auch die Nachwuchsarbeit des Vereins war in der damaligen Zeit weit über die Grenzen der Stadt hinaus führend. Ihren größten Erfolg feierte die Bocholter A-Jugend am 1. August 1943, als sie westfälischer Gebietsmeister wurde. Im Endspiel im Reichsbahnstadion von Münster wurde die A-Jugend des SV 07 Neuhaus mit 2:1 in der Verlängerung besiegt. Nach einer Satzungsänderung im Jahr 1946 wurde dann der Name des Vereins in „1. Fußballclub Bocholt“ geändert, der bis heute seine Gültigkeit behalten hat.

### Entwicklung in der Nachkriegszeit
In der Nachkriegszeit erlebte der 1. FC Bocholt eine sportliche Blütezeit, die am 18. Juni 1950 nach dem 6:1 gegen Rheingold Emmerich durch den Aufstieg in die höchste Amateurklasse, der Landesliga Niederrhein ersten Höhepunkt fand. Der Verbleib in der Verbandsliga war nicht von Dauer. Nach dem Abstieg 1954 scheiterte der Klub 1957/58 in einem Entscheidungsspiel (1:2) um den Wiederaufstieg an den Sportfreunden Katernberg. Ein Jahr später wurde mit einem Punkt Vorsprung vor dem BV Altenessen 06 die Meisterschaft und Rückkehr in die höchste Amateurklasse, die Verbandsliga Niederrhein geschafft. Nach dem erneuten Abstieg 1962 und einem sportlich schwachen Jahrzehnt erreichte der 1. FC Bocholt erst 1970 wieder die Landesliga-Meisterschaft, punktgleich mit dem Stadtrivalen Olympia Bocholt. In einem dramatischen Entscheidungsspiel um den Aufstieg verlor man vor 10.000 Zuschauern mit 3:4 Toren. Erst mit der Meisterschaft 1973/74 gelang dem 1. FC der Wiederaufstieg in die Verbandsliga Niederrhein.

### Erste Begegnungen mit dem bezahlten Fußball
In der Verbandsligasaison 1975/76 wurde der 1. FC Bocholt Niederrheinmeister, scheiterte jedoch in der Aufstiegsrunde zur 2. Bundesliga am VfL Wolfsburg und dem Bonner SC. Im Jahr 1977 gelang dem Verein zum ersten Mal in der Vereinsgeschichte der Sprung in den bezahlten Fußball. Zwar hatte der 1. FC Bocholt nur den zweiten Platz der abgelaufenen Saison errungen, profitierte jedoch von der Tatsache, dass der Verbandsligameister, die zweite Mannschaft von Fortuna Düsseldorf, nicht aufsteigen durfte. In der darauffolgenden Saison konnte der Verein nicht den Klassenerhalt in der damaligen 2. Bundesliga Nord sichern, so dass Bocholt in die neu gegründete Oberliga Nordrhein abstieg.
Nach einer weiteren Saison, in der der Wiederaufstieg als Zweitplatzierter nur knapp verfehlt wurde, stieg Bocholt im Jahr 1980 als Meister der Oberliga Nordrhein erneut in die 2. Bundesliga Nord auf. Dort konnte Bocholt im Vergleich zu seiner ersten Zweitligasaison größere Erfolge erzielen und erreichte zum Abschluss den 12. Tabellenplatz. Da jedoch in dieser Saison eine Zusammenlegung der beiden zweiten Ligen zu einer nun eingleisigen 2. Bundesliga beschlossen wurde, reichte dieser Tabellenplatz nicht zum Klassenerhalt und hatte 1981 wieder den Abstieg in die Oberliga Nordrhein zur Folge.
Zwischen 1976 und 1984 konnte sich der 1. FC Bocholt fünfmal für die Hauptrunde des DFB-Pokals qualifizieren. Als beste Resultate erreichte man dabei einmal die 3. Runde (1978/79), einmal das Achtelfinale (1981/82) und einmal das Viertelfinale. Es war die Saison 1983/84, als Bocholt nach Siegen unter anderem über die Stuttgarter Kickers und Eintracht Braunschweig erst im DFB-Pokal-Viertelfinale dem FC Bayern München knapp mit 1:2 Toren unterlag. Die vorerst letzte DFB-Pokal-Teilnahme endete 1993 mit einer 2:3-Niederlage gegen Rot-Weiss Essen.
Der Verein qualifizierte sich zudem dreimal für die deutsche Amateurmeisterschaft und erreichte hierbei sowohl 1980 als auch 1983 das Halbfinale. Im Jahr 1993 wurde man in der Gruppenphase Zweiter hinter den Amateuren von Werder Bremen.

### Jüngste Entwicklungen in den Amateurligen
In der Oberligasaison 1983/84 erreichte der 1. FC Bocholt letztmals den Meistertitel, scheiterte jedoch in der Aufstiegsrunde zur 2. Fußball-Bundesliga an Blau-Weiß 90 Berlin und FC St. Pauli. Nach weiteren zehn Jahren in der Oberliga Nordrhein mit wechselhaftem Erfolg errang der Verein im Jahr 1993 die Vizemeisterschaft und in dem darauf folgenden Jahr 1994 gelang der Aufstieg in die drittklassige Regionalliga West/Südwest.
Dort konnte sich Bocholt bis 1997 behaupten, stieg dann aber in der Saison 1996/97 wieder in die Oberliga Nordrhein ab. Am letzten Spieltag der Saison 2006/07 rutschte der Verein nach einer 0:2-Niederlage gegen den direkten Abstiegskonkurrenten SV Straelen auf einen Abstiegsrang und spielte in der Saison 2007/08 in der Verbandsliga Niederrhein. Nach einer desaströs verlaufenen Saison stand bereits drei Spieltage vor Saisonende der zweite Abstieg in Folge in die Landesliga Niederrhein fest. In der Saison 2008/09 belegte der Club dort den fünften Tabellenplatz, ein Jahr darauf wurde man Vizemeister. In der folgenden Relegationsrunde der Landesliga-Zweiten gelang dem 1. FC Bocholt am 9. Juni 2010 unter Trainer Ralf Bugla die Rückkehr in die Niederrheinliga, indem man sich gegen SC Union Nettetal (1:1) und SSV Sudberg-Wuppertal (3:1) durchsetzte.
Nach zwei Jahren in der Niederrheinliga stieg der Verein am Ende der Spielzeit 2011/12 erneut in die Landesliga ab. Mit Ende der Spielzeit 2013/14 stieg die erste Mannschaft als Meister der Landesliga wieder in die Oberliga Niederrhein auf und wurde dort 2017 und 2019 Dritter.
In der Spielzeit 2019/20 erreichte der 1. FC Bocholt  nach der Neuverpflichtung von Jan Winking als Cheftrainer im Niederrheinpokal der Herren das Halbfinale. Dort unterlag der Verein nach einer torlosen regulären Spielzeit im Elfmeterschießen mit 3:4 gegen den 1. FC Kleve. In der Oberliga Niederrhein startete die Mannschaft in der Folgesaison 2020/21 mit einer der stärksten Leistungen in der Vereinsgeschichte in die Liga; aus den ersten zehn Spielen resultierten 28 Punkte, ehe die Saison wegen den Einschränkungen der COVID19-Pandemie bereits zum zweiten Mal abgebrochen wurde.
In der Folgesaison 2021/22 der Oberliga Niederrhein war erstmals wieder ein vollständiger und geregelter Spielbetrieb möglich. Erklärtes Ziel war auch in dieser Saison laut Verein der Aufstieg in die Regionalliga verbunden mit der Meisterschaft. Durch ein 2:2-Remis am 2. Spieltag gegen den 1. FC Kleve liefen die Bocholter dem Konkurrenten SSVg Velbert lange zweitplatziert hinterher. Im Niederrheinpokal erreichte Bocholt das Viertelfinale und schied gegen den Drittligisten MSV Duisburg mit 0:2 aus. In der Aufstiegsrunde der Oberliga sorgten Punktverluste aus Velbert und kontinuierliche Siege der Bocholter dafür, dass am neunten von zehn Spieltagen die Meisterschaft gewonnen wurde. Daraus folgend trat Bocholt in der Saison 2022/23 nach 25-jähriger Abstinenz wieder in der Regionalliga West an. Dort trennte man sich nach drei Niederlagen zu Saisonbeginn von Trainer Jan Winking. Als Interimscoach übernahm der sportliche Leiter Marcus John zunächst bis zum Jahresende das Traineramt in einer Doppelrolle. In dieser Zeit gab es in der Liga so viele Punktgewinne, dass der Verein über den Jahreswechsel einen Nichtabstiegsplatz belegen konnte. Unterdessen wurde im Dezember 2022 Sven Schuchardt als neuer Trainer vorgestellt, der die Mannschaft am 1. Januar 2023 übernahm. Nach einem einzigen Pflichtspiel Ende Januar gegen Fortuna Köln, das Bocholt mit 0:1 verlor, trat Schuchardt von seinem Traineramt zurück und John übernahm interimsweise erneut als Trainer bis zum Saisonende.
Für die neue Saison 2023/2024 wurde am 17. April 2023 Dietmar Hirsch als neuer Cheftrainer vorgestellt.

## Aktueller Kader 2024/25
- Stand: 23. Februar 2025[6]

| Nr.        | Nat.                                     | Spieler                | Geb.-Dat.          | seit | letzter Verein        |
| Tor        | Tor                                      | Tor                    | Tor                | Tor  | Tor                   |
| ---------- | ---------------------------------------- | ---------------------- | ------------------ | ---- | --------------------- |
| 01         | Luxemburg                                | Lucas Fox              | 2. Oktober 2000    | 2023 | F91 Düdelingen        |
| 12         | Deutschland                              | Lennart Brandes        | 23. Juni 2003      | 2024 | SV Straelen           |
| 31         | Deutschland                              | Sebastian Patzler      | 24. Oktober 1990   | 2024 | Wuppertaler SV        |
| Abwehr     |                                          |                        |                    |      |                       |
| 02         | Deutschland                              | Julian Riedel          | 10. August 1991    | 2024 | SV Waldhof Mannheim   |
| 03         | Deutschland                              | Philipp Hanke          | 4. April 1993      | 2024 | Wuppertaler SV        |
| 04         | Deutschland                              | Kaspar Harbering       | 30. August 2005    | 2024 | MSV Duisburg          |
| 05         | Deutschland                              | Dawyn-Paul Donner      | 6. August 2002     | 2024 | SC Paderborn 07       |
| 16         | Deutschland                              | Marko Stojanović       | 31. Mai 1994       | 2022 | FC Rot-Weiß Koblenz   |
| 27         | Deutschland                              | Maik Amedick           | 21. Mai 2002       | 2025 | SC Paderborn 07 II    |
| 28         | Niederlande                              | Jarno Janssen          | 19. September 2000 | 2023 | FC Eindhoven          |
| 36         | Deutschland                              | Johannes Dörfler       | 23. August 1996    | 2024 | SC Paderborn 07       |
| Mittelfeld |                                          |                        |                    |      |                       |
| 06         | Deutschland                              | Noah Gabriel Michaels  | 23. Oktober 2006   | 2024 | eigene Jugend         |
| 08         | Deutschland Turkei                       | Celal Aydogan          | 2. Juli 2003       | 2025 | SC Paderborn 07 II    |
| 10         | Deutschland                              | Jan Holldack           | 11. Mai 1996       | 2023 | Rot Weiss Ahlen       |
| 11         | Deutschland Polen                        | Maximilian Adamski     | 10. Mai 2002       | 2024 | Fortuna Düsseldorf II |
| 13         | Deutschland                              | Nicolas Hirschberger   | 16. April 1999     | 2024 | Fortuna Düsseldorf    |
| 18         | Niederlande                              | Haris Mesic            | 3. November 2002   | 2023 | BV De Graafschap      |
| 22         | Ukraine Deutschland                      | Bogdan Shubin          | 28. Februar 2003   | 2023 | FC Schalke 04         |
| 23         | Deutschland Griechenland                 | Isaak Akritidis        | 10. April 2002     | 2022 | Wuppertaler SV        |
| Angriff    |                                          |                        |                    |      |                       |
| 07         | Deutschland Ghana                        | Raphael Assibey-Mensah | 31. August 1999    | 2024 | TSV Schott Mainz      |
| 09         | Deutschland                              | Cedric Euschen         | 7. März 1998       | 2024 | Energie Cottbus       |
| 17         | Deutschland Kongo Demokratische Republik | Aaron Bayakala         | 19. Februar 2005   | 2025 | 1. FC Köln II         |
| 25         | Deutschland                              | Marvin Lorch           | 20. Dezember 1996  | 2021 | VfB Homberg           |
| 33         | Osterreich                               | Thomas Gösweiner       | 3. März 1995       | 2024 | KSV Hessen Kassel     |

### Trainerteam
Stand: 23. Februar 2025
| Nat.        | Name                  | Funktion              |
| Trainerstab | Trainerstab           | Trainerstab           |
| ----------- | --------------------- | --------------------- |
| Deutschland | Christopher Schorch   | Cheftrainer (interim) |
| Italien     | Gabriele Di Benedetto | Co-Trainer            |
| Deutschland | Burkhard Pryk         | Athletiktrainer       |
| Deutschland | Frank Kirn            | Teammanager           |

## Ehemalige Spieler
- Günter Abel
- Tuncay Aksoy
- Werner Albrecht
- Ralf Augustin
- Günther Bansemer
- Horst Bertram
- Ulrich Bittorf
- Manfred Bockenfeld
- Michael Böhnke
- Hermann von Bönninghausen
- Helmut Buhsfeld
- Gerhard Busch
- Werner Buttgereit
- Giuseppe Canale
- Wolfgang Dedic
- Horst-Franz Degen
- Ousseynou Dione
- Norbert Dörmann
- Romas Dressler
- Friedel Elting
- Josef Elting
- Sandy Enge
- Dieter Ferner
- Wolfgang Figura
- Wolfgang Franke
- Hansi Fröbus
- Claus Gebauer
- Robin Gosens
- Guillano Grot
- Martin Guzík
- Frank Hammerschlag
- Uwe Hansel
- Klaus Hassenberg
- Dirk Heitkamp
- Dirk Helmig
- Achim Herbst
- Ralf Heym
- Paul Holz
- Issa Issa
- Gregor Jeretin
- Dirk Juch
- Moussa Kaboré
- Harald Katemann
- Sebastian Kaul
- Werner Kempkens
- Wolfgang Keuken
- Wolfgang Kieselmann
- Frank Kirn
- Guido Koltermann
- Berni Korbel
- Sergej Korobka
- Roland Kosien
- Wilfried Krause
- Josef Lammers
- Lothar Leiendecker
- Skito Litimba
- Herbert Lütkebohmert
- Klaus-Dieter Mackowiak
- Erwin Maslowski
- Reinhard Majgl
- Guido Mazany
- Heinz Meiners
- Detlef Meyer
- Uwe Montelett
- Peter Müller
- Jürgen Nabrotzki
- Jürgen Niggemann
- Yannik Oenning
- Günter Pangerl
- Gerhard Pecl
- Thomas Pröpper
- Wolfgang Reichel
- Thomas Ridder
- Horst Riege
- Jan Roeloffzen
- Neven Rudić
- Norbert Runge
- Hennes Sabath
- Frank Saborowski
- Wolfgang Schlief
- Georg Schmeinck
- Ferenc Schmidt
- Günther Schubert
- Rainer Schümann
- Friedhelm Schütte
- Markus Schwiderowski
- Herbert Schwinning
- Burkhard Segler
- Herbert Sprenger
- Edmund Stieber
- Jürgen Tänzer
- Manfred Tebeck
- Michael Telljohann
- Simon Terodde
- Bernd Tilner
- Michael Tönnies
- Kubilay Toptaş
- Thijs van Tent Beking
- Uwe Vengels
- Kurt Voigt
- Thomas Vtic
- Werner Weikamp
- Gerd Wirtz
- Roland Wohlfarth
- Arno Wolf

## Ehemalige Trainer
Eine Übersicht über alle Trainer des Vereins.
| Amtszeit        | Trainer          |
| --------------- | ---------------- |
| .001947–.001948 | Paul Zielinski   |
| .000000–        | –                |
| .001955–.001960 | Jakob van Burgh  |
| .001960–.001962 | Paul Zielinski   |
| .000000–        | –                |
| .001965–.001967 | Lambert Rondhuis |
| .001967–.001970 | Friedel Elting   |
| .001970–.001971 | Lambert Rondhuis |
| .001971–.001972 | Ludwig Bartholot |
| .001972–.001974 | Günther Werschy  |
| .001974–.001982 | Friedel Elting   |
| .001982–.001985 | Rolf Müller      |

| Amtszeit        | Trainer              |
| --------------- | -------------------- |
| .001985–.001987 | Hans Sondermann      |
| .001987–.001988 | Friedhelm Wenzlaff   |
| .001991–.001996 | Franz-Josef Tenhagen |
| .001996–.001997 | Fritz Bischoff       |
| 03.1997–09.1997 | Matthias Herget      |
| .001997–.001999 | Franz-Josef Kneuper  |
| .002000–.002001 | Dirk Helmig          |
| .002001–.002007 | Franz-Josef Tenhagen |
| .002007–.002008 | Werner Wildhagen     |
| .002008–.002010 | Ralf Bugla           |
| .002010–.002011 | Sebastian Eul        |
| 01.2012–04.2012 | Georg Schmeinck      |

| Amtszeit        | Trainer             |
| --------------- | ------------------- |
| 05.2012–06.2012 | Ivan Alduk          |
| .002012–.002013 | Sascha Brouwer      |
| .002013–.002020 | Manuel Jara         |
| 05.2020–08.2022 | Jan Winking         |
| 08.2022–12.2022 | Marcus John         |
| 01.2023–02.2023 | Sven Schuchardt     |
| 02.2023–06.2023 | Marcus John         |
| 07.2023–06.2024 | Dietmar Hirsch      |
| 07.2024–09.2024 | Björn Mehnert       |
| 10.2024–02.2025 | Sunay Acar          |
| seit 02.2025    | Christopher Schorch |